# Représentation fiscale
La représentation fiscale d'une organisation dans un pays donné (A) permet à cette organisation de passer commande depuis un autre pays (B) auprès d'un fournisseur situé dans un troisième pays (C) et de faire livrer et dédouaner le matériel objet de la commande directement dans le pays (A) dans lequel est installée la représentation fiscale. En l'absence de représentation fiscale, les biens doivent être reçus et dédouanés dans le pays de l'organisation passant commande.